# (11311) Peleus
(11311) Peleus ist ein erdnaher Asteroid vom Apollo-Typ. Dies sind Himmelskörper, deren Bahnen die Erdbahn kreuzen können.
Der Asteroid wurde am 10. Dezember 1993 von den amerikanischen Astronomen C. S. und E. M. Shoemaker am Palomar-Observatorium (IAU-Code 675) entdeckt und ist nach Peleus, dem mit der Meeresnymphe Thetis verheirateten König von Thessalien und Vater des Achilleus benannt.
(11311) Peleus ist ein Asteroid des Spektral-Typs S.